# 大麻 (神道)
| 大麻（おおぬさ）。こうした木串を使ったものは資料によって小麻（こぬさ）に分類される。左が紙垂と麻苧（あさお）の両方がついた今日一般的なもの。右は麻苧だけのもの。下にあるのは大麻を立てるための大麻筒（ぬさづつ）で、大麻の棒を納めて立てて置くことができる。『神道集成』ではちょうど、この両者を真ん中で合わせたように、左半分が紙垂、右半分が麻のものも。 |  | 大麻（おおぬさ）。こうした木串を使ったものは資料によって小麻（こぬさ）に分類される。左が紙垂と麻苧（あさお）の両方がついた今日一般的なもの。右は麻苧だけのもの。下にあるのは大麻を立てるための大麻筒（ぬさづつ）で、大麻の棒を納めて立てて置くことができる。『神道集成』ではちょうど、この両者を真ん中で合わせたように、左半分が紙垂、右半分が麻のものも。 |
| 大麻（おおぬさ）。こうした木串を使ったものは資料によって小麻（こぬさ）に分類される。左が紙垂と麻苧（あさお）の両方がついた今日一般的なもの。右は麻苧だけのもの。下にあるのは大麻を立てるための大麻筒（ぬさづつ）で、大麻の棒を納めて立てて置くことができる。『神道集成』ではちょうど、この両者を真ん中で合わせたように、左半分が紙垂、右半分が麻のものも。 |  | |

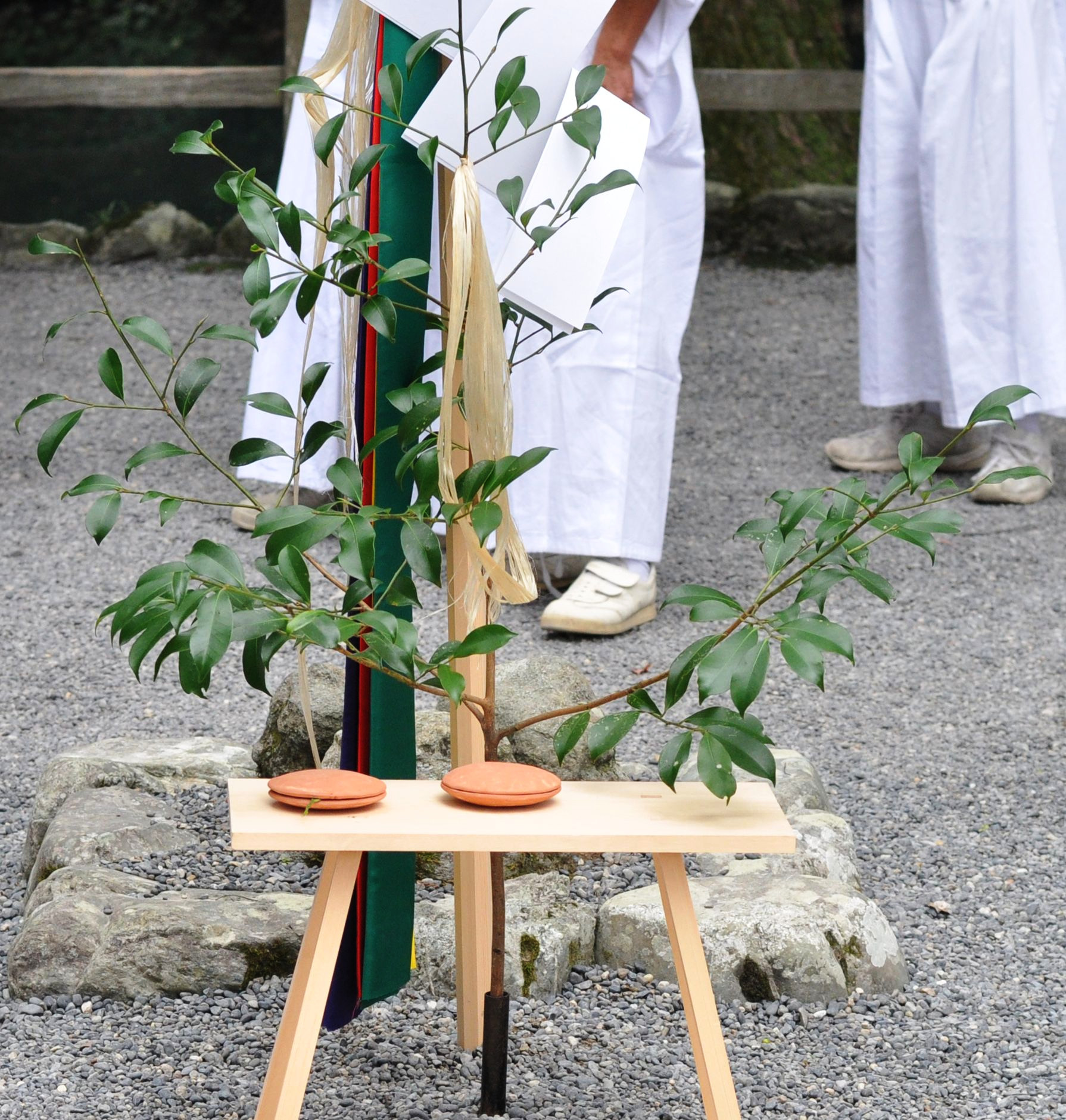
伊勢神宮の外宮豊受大神宮にて。資料によって大麻（おおぬさ）とはこのような榊の枝が使われたものを指し、木串のものは小麻（こぬさ）である。麻だけをつけたものも伊勢神宮で用いられている。

大麻（おおぬさ、たいま、太麻）、神道の祭祀において修祓（しゅはつ、祓い）に使う道具の一つで、木綿（ゆう）や麻、後世には布帛や紙が用いられる。「ぬさ」は麻の古名で、幣あるいは麻、奴佐と当て字される「ぬさ」の美称が「おおぬさ」である。大幣（おおぬさ）とも。白木の棒で作ったものは祓串（はらえぐし）とも言う。

## 概要・歴史
元来、ヌサとは、神に捧げる布であり、その多くが麻布（まふ）であったからして、文字に麻を当てた。幣の字は神への供物のうち食物以外のものである。大麻は、天照大神の天岩戸（あまのいわど）の説話で奉斎された五百津真賢木（いほつまさかき）に由来し、『古事記』（712年年成立）では下枝に白丹寸手（しろにぎて）と青丹寸手（あおにぎて）をつけたとされ、『古語拾遺』（807年成立）では麻によって青和幣（あおにぎて）を、穀によって白和幣（しろにぎて）を作ったと記される。延暦23年（804年）の『皇太神宮儀式帳』では、年3度の重要な祭儀の前に祓う様子で奴佐麻（ぬさのあさ）を用い、太玉串の説明にある眞榊に眞麻木綿（まそゆう）を付けたものが太玉串の起源とされ、古くは麻を用いたためその字を当てヌサと称したことから、オオヌサを大麻と表記したと考えられる。大は、立派なといった意味の美称である。祓い具の大麻はそうしたことを形式化したものである。大麻を、大幣とも表記するのは神のはたらきに対し捧げられた供え物、ねぐ（祈る）ために奉献される布帛（ふはく）であることに由来する。
今日一般的なものは、榊の枝または白木の棒の先に紙垂（しで）または麻苧をつけたものである。紙垂だけのものは、略されたものである。式部寮『神社祭式』（1875年）の大麻には榊の枝が使われ、八束清貫の『神社有職故実』（1951年）では、榊の枝に麻のみや、加えて紙垂をつけたものが大麻であると説明され、小麻（こぬさ）と呼ばれるものが木串、細い木、竹を用いたものである。伊勢神宮では枝葉がついたままの榊の枝、幹榊（みきさかき）に麻をつけたものも用いられ、榊の枝に、木綿（ゆう）として麻の緒をつけたものである。賀茂御祖神社（下鴨神社）のように、『古事記』の神話にならい桃の木の枝を用いる場合もある。
大麻の使い方も異なり、現今では塵を祓うように音を立てて振るが、春日大社のような古くからの祭式では撫でるように行われる。伊勢神宮でもそうであり、音を立てて祓うことは禁じられている。現今では祓う対象となる人や物に向かって、大麻を左・右・左と振って使用し、これによって大麻に穢が移ると考えられている。昔は左右中であった。吉田神道では陰の月には右左右と降る記述もみられる。それだけでなく、古来からの宮中での祭祀では、一撫一吻、撫でた後に息を吹くことがある。
次に、修祓としての全体像になるが、大麻で祓った後に、小さな榊で塩湯を撒く。海にて禊ぐという意味である。大麻自体を塩湯が煮え立った釜に入れて振り、無病息災を祈る祭事もある。
祓いの初出としては『古事記』に詳細は書かれていないが国之大祓をしたとあり、『日本書紀』（720年成立）にて、天武天皇5年（676年）には大解除（大祓）があり、様々なものを国々に作らせたが、各家ごとには麻を一条を祓料として差し出すことになったと記されている。そして中臣が祝詞を奏上し、ト部が解除を行い、これらは祭祀と同じ構造である。平安中期（10世紀）の『西宮記』では祓いを受ける者が差し出した大麻を、祓いを行う者が引いた。また、天皇が体をすり、罪穢れを移したことも記され、新たな祓の形式が現れてきた。11世紀には、これが逆に祓いを受ける者が大麻を引くようになり、『古今和歌集』でも振るのではなく、引くことがうかがえる。後に、祓いを受ける者に対して振るうようになる。『大神宮儀式解』以来、ひくのが本義、振るのは略儀とされ、人を祓う場合にはそうだが、物を祓う場合には古来から振るものである。

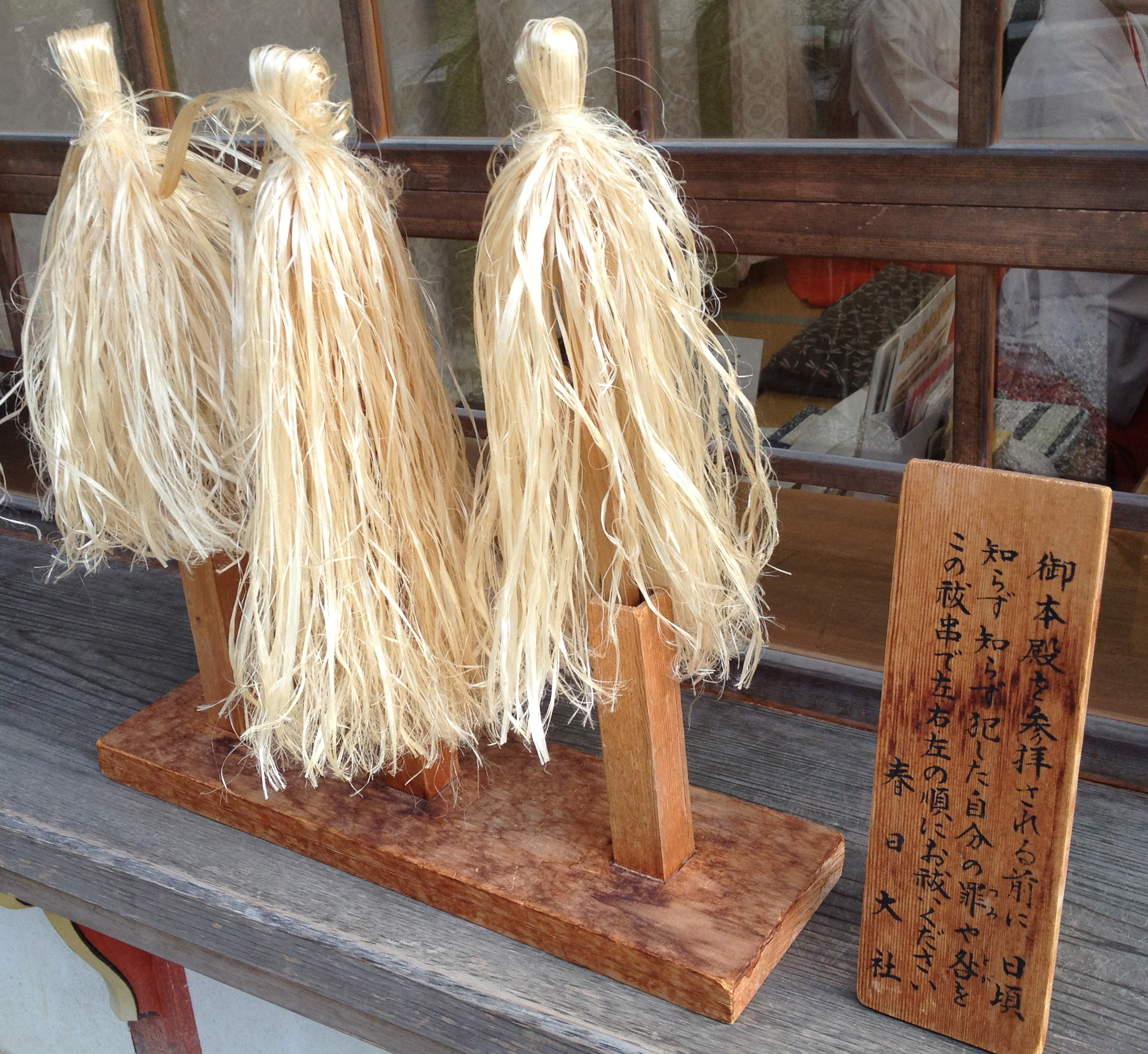
大麻。麻苧のみがついている。春日大社の本殿入口で参拝者が自分を祓う。
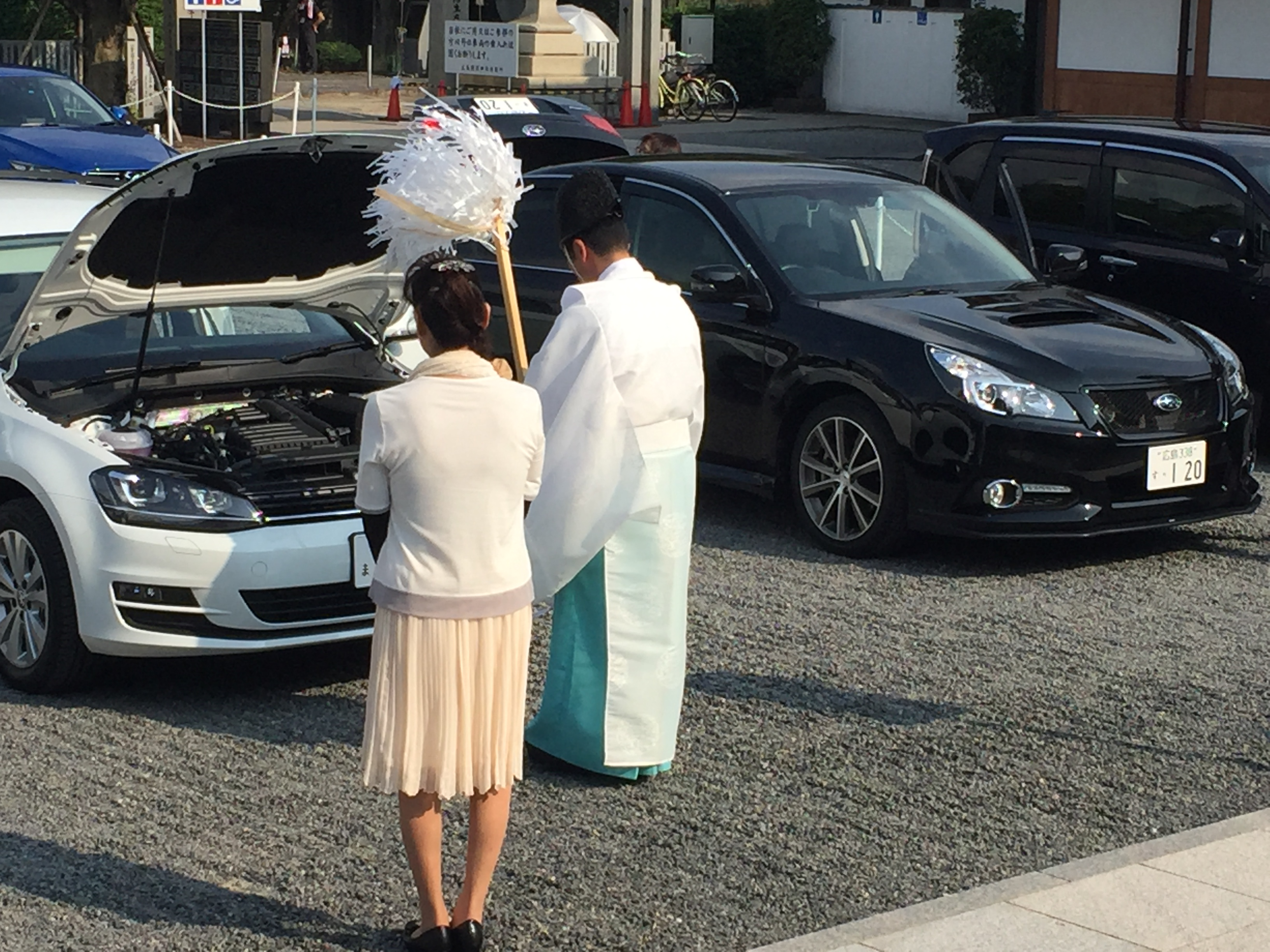
神職が車に大麻を振る。
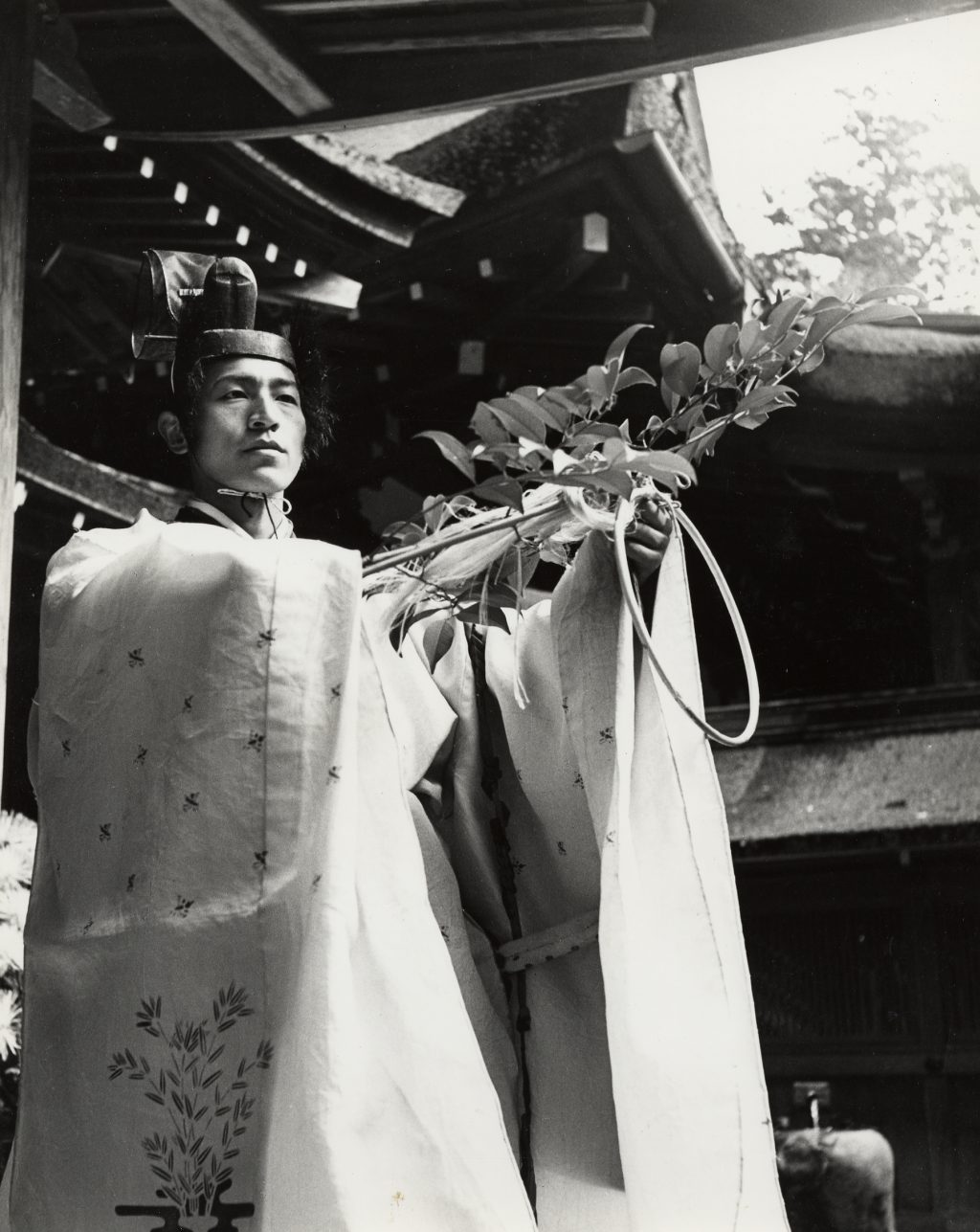
神職が持っているのは、榊の枝を用いた大麻のようである（詳細不明）